# Família
|  | Aquest article tracta sobre parentiu. Vegeu-ne altres significats a «Família (biologia)». |

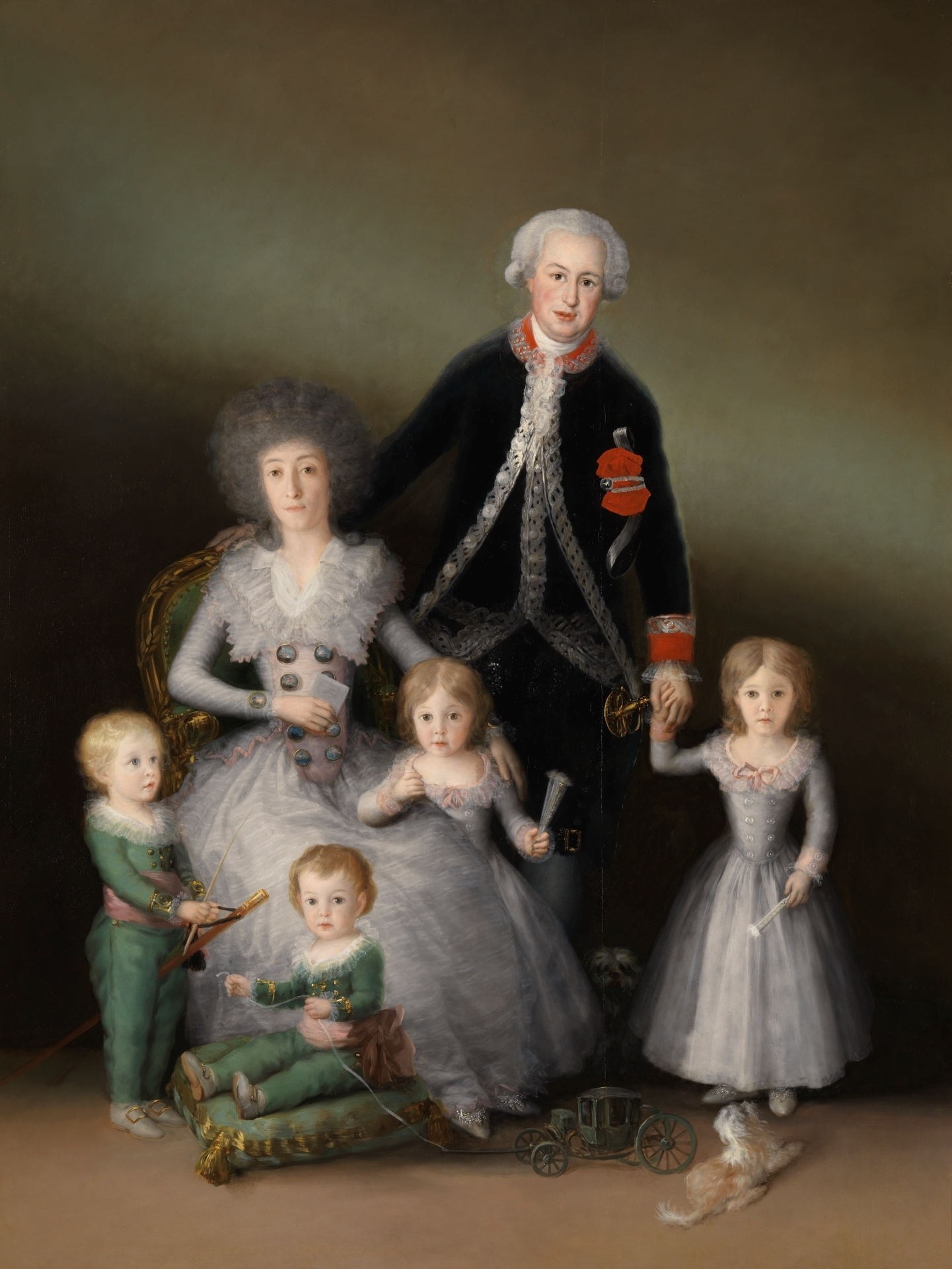
Retrat de família, per Goya.

Una família és un conjunt de persones unides per llaços de parentiu. Aquest llaços són principalment de tres tipus: de parella o de matrimoni, podent ser polígam, de filiació entre els pares i mares i els fills, i de relació entre germans.
Una de les principals funcions de la família és per produir i reproduir persones des del vessant biològic i sociològic. Així, l'experiència de la pròpia família es desplaça al llarg del temps. Des de la perspectiva dels nens, la família és una referència en l'orientació: la família serveix per situar socialment als infants i té un paper important en la seva enculturació i la seva socialització. Des del punt de vista dels pares, la família és una organització social i biològica al servei de la procreació; l'objectiu és desenvolupar, culturitzar i socialitzar als nens. No obstant això, criar infants no és l'única funció de la família; en societats amb una divisió sexual del treball, el matrimoni i la relació resultant entre dues persones és necessari per a la formació d'una família econòmicament productiva.
Una família conjugal inclou només el marit, la dona i els fills solters que no són independents. La forma més comuna, la família tipus dins la sociologia es coneix habitualment com una família nuclear.
Una família consangínia es compon d'un pare i els seus fills, i altres persones. Una família matrilocalista consta d'una mare i els seus fills. En general, aquests nens són els seus fills biològics, tot i que l'adopció de nens és una pràctica existent en pràcticament totes les societats. En aquest tipus de família és comú que les dones tenen els recursos per educar els seus fills per si mateixes (famílies monoparentals); o també, on els homes són més mòbils que les dones. La família patriarcal o extensa és aquella en què a més de la família nuclear, s'inclouen els avis (moltes vegades considerats els patriarques), oncles, cosins i més parents de primera línia consanguínia. Existeixen també molts altres tipus de família, com les homoparentals, les acollidores o d'acollida, les enllaçades o les poliamoroses, entre d'altres.

## Etimologia
El terme "família" procedeix del llatí famīlia, "grup de serfs i esclaus patrimoni del cap de la gens ", al seu torn derivat de famŭlus, "servent, esclau". El terme va obrir el seu camp semàntic per incloure també a l'esposa i fills del pater familias, a qui legalment pertanyien, fins que va acabar reemplaçant a gens. En el sentit actual de familiar o parent en llatí s'expressava amb els adjectius propinquus o cognatus.

## Característiques de la família
És controvertit detallar quines característiques són definitòries d'una família, ja que aquestes varien en funció de la cultura i de l'època. Tenim el parentiu per consanguinitat, el parentiu civil (en els casos d'adopció, per exemple), etc. A més a més, el parentiu va molt lligat als costums de cada zona de manera que una relació concreta es considera de parentiu en uns indrets però no té per què ser-ho en uns altres llocs, sobretot pel que fa a l'anomenada família política o la família de parella (parentiu d'afinitat).
Un altre criteri sol ser la cohabitació, de manera que es considera com a nucli familiar les persones que viuen de manera estable en una mateixa casa. Però és evident que els familiars poden independitzar-se, viure allunyats i que hi ha gent que comparteix pis sense ser família i viceversa. Habitualment, la llar és una unitat de recompte administratiu que se sol tenir en compte en els països occidentals per tal d'efectuar càlculs econòmics i fer previsions socials.
Entre els membres d'una família acostuma a haver-hi una relació d'amor i dependència, però aquests trets són subjectius i no poden emprar-se, per tant, per establir una definició. En cultures orientals, la família és un clan extens amb vincles i avantpassats comuns.

## Terminologia de parentiu

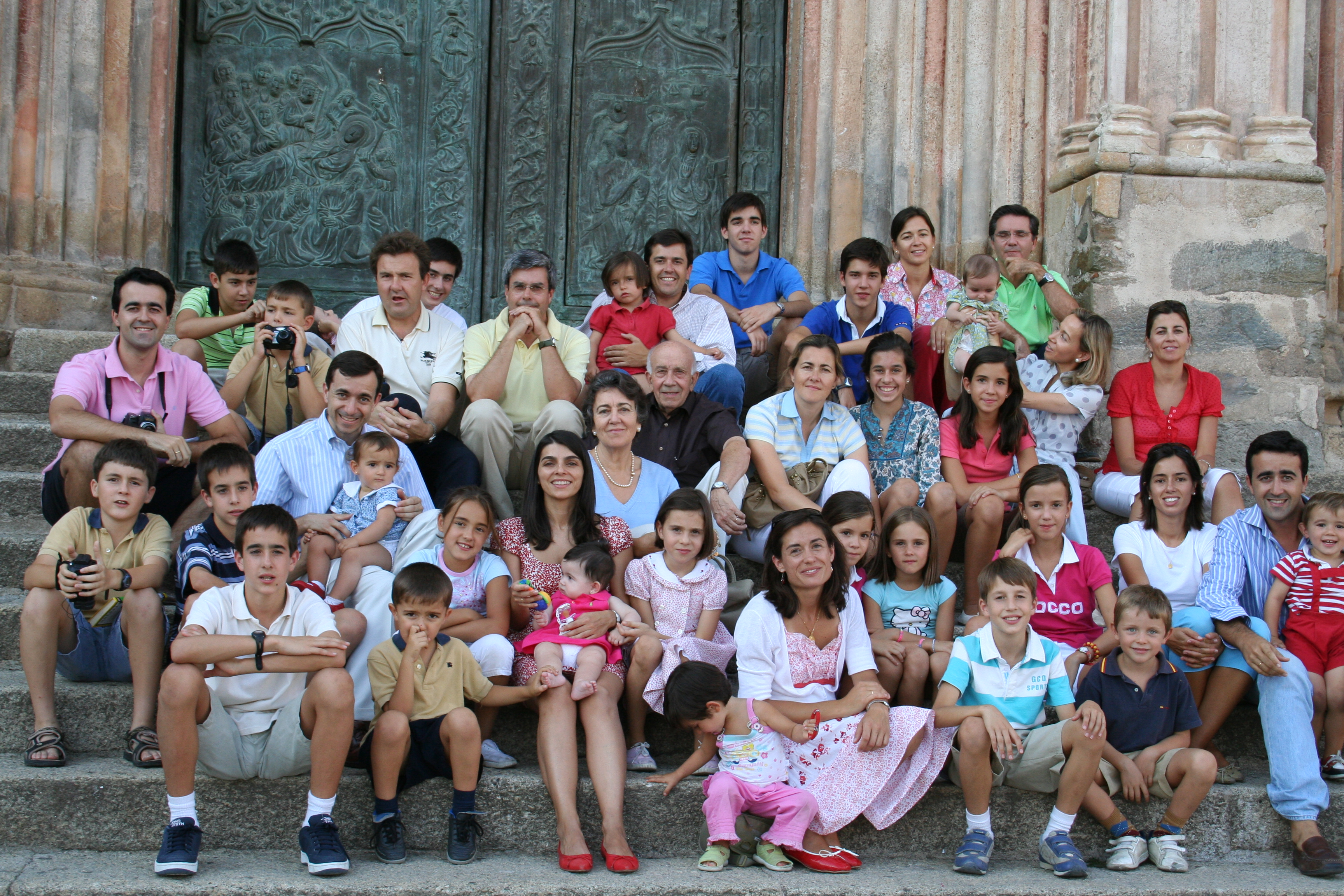
Una família extensa

L'arqueòleg Lewis Henry Morgan (1818-1881) va realitzar la primera enquesta de les diferents terminologies de parentiu que s'usaven en tot el món. Encara que gran part del seu treball actualment s'ha superat amb posteriors estudis, va argumentar que les terminologies de parentiu reflecteixen diferents conjunts de distincions. Per exemple, la majoria de les terminologies de parentiu fan una diferenciació entre els dos sexes –com, per exemple, la diferència entre un germà i una germana–, i entre les diferents generacions –com la que existeix entre entre un fill i un pare–. A més, va argumentar, va aportar dades sobre les terminologies de parentiu que distingeixen familiars per consanguinitat o afinitat, tot i que més recentment alguns antropòlegs han argumentat que moltes societats defineixen el parentiu en termes diferents del de la relació de "sang". Morgan va fer una distinció entre els sistemes de parentiu que fan servir més una terminologia que classifica i els que utilitzen una terminologia més descriptiva.
D'acord amb Morgan, en antropologia s'usa una terminologia específica per designar els diferents tipus de parentiu, que se solen representar en un arbre genealògic. Hi hauria sis patrons bàsics:
- parentiu hawaià: el més classificador, té en compte paràmetres de sexe i generació
- parentiu sudanès: el més descriptiu, no hi ha dos membres que comparteixin el mateix nom
- parentiu esquimal: sistema híbrid
- parentiu iroquès: el que més distingeix entre família política i sanguínia
- parentiu crow: separa la línia del pare de la de la mare amb noms diferents
- parentiu dravídic: afegeix tabús d'aparellament basats en membres parells i imparells

A més a més, algunes cultures afegeixen a algun d'aquests esquemes l'edat relativa, que permet anomenar amb diferents termes el germà gran i el petit, per exemple.
La majoria de les societats occidentals fan servir la terminologia esquimal de parentiu. Aquesta terminologia de parentiu comunament passa en societats basades en la conjugal (o nuclears), les famílies, on les famílies nuclears tenen un grau de mobilitat relativa. Membres dels termes d'ús nuclear parentiu descriptiu:
- Mare: un progenitor femení
- Pare: un progenitor masculí
- El fill: un fill home del pare (s)
- La filla: una nena del pare (s)
- Germà: un fill home del mateix pare (s)
- Germana: una nena d'aquest pare (s)
- L'avi: pare d'un pare o mare
- Àvia: mare d'una mare o un pare
- Cosins: dues persones que comparteixen el mateix Avi (s)

Aquests sistemes generalment assumeixen que el marit de la mare també ha servit com el pare biològic. En algunes famílies, la dona pot tenir fills amb més d'un home o un home pot tenir fills amb més d'una dona. El sistema es refereix a un nen que només comparteix un dels pares amb un altre nen com un "mig germà" o "mitja germana" (tot i que en llengua catalana es parla de germans, sense sufix, en el cas de germans que comparteixen només un sol progenitor. cf. DIEC).
En els casos de les famílies enllaçades i per als nens que no comparteixen els pares biològics o adoptius en comú, podem utilitzar el terme "germanastre" (o també "germà afí", tenint en compte que es crea una relació fraternal pel parentiu d'afinitat) per referir-se a la seva nova relació amb els fills del pare o mare afí ("padrastre"/"madrastra").
La terminologia esquimal de parentiu s'aplica tant als nens adoptats en una família com als nens nascuts en la família. En general, les societats amb les famílies conjugals també a favor de residència neolocal, de manera que al contraure matrimoni una persona se separa del nucli familiar de la seva infantesa (família d'orientació) i forma una nova família nuclear (família de procreació). No obstant això, en la societat occidental la família monoparental hi és cada vegada més present, essent les famílies monoparentals de mare les més freqüents, i també ho són altres nuclis familiars com les famílies homoparentals, les enllaçades, etc.

## Estructures familiars
Segons Emmanuel Todd hi ha tres criteris que defineixen l'estructura final de la família, independentment de la terminologia per referir-se als seus membres: les normes de matrimoni, si és endogàmic o exogàmic; la simetria entre funcions dels seus membres (rols de gènere, successió, braç privilegiat, llinatge....); i el fet de conviure diverses generacions o no.
La família nuclear absoluta, que correspon al 10% del total mundial i predomina al nord d'Europa, està basada en la llibertat d'acció i convivència per als fills de la parella. El matrimoni és exogàmic i sense gaires regles definides i els lligams poden ser més o menys forts entre generacions. S'oposa a la família nuclear igualitària, una quarta part del total a Europa i predominant al sud del continent, perquè en aquest model els lligams entre generacions són més forts i hi ha més convivència amb els fills.
La família "soca" té relacions d'autoritat basades en l'edat (usualment en un sistema de patriarcat) i predomina al Japó, part d'Europa i les comunitats gitanes o jueves. Sol haver diferències quant al gènere entre els fills i els vincles amb el llinatge són molt forts.
La família comunitària representa el 40% del total mundial i es basa en relacions entre la família extensa i una autoritat parental forta. La igualtat entre els membres de la segona generació es basa en la seva posició d'acord amb el cap de la família. Pot preferir els matrimonis exogàmics (Xina, Cuba, Europa de l'Est) o endogàmics (Afganistan, Turquia). A l'Índia, sobretot els estats del sud, hi ha una variant on l'eix fonamental no és la relació pare-fills sinó entre germà i germana i els matrimonis es pacten amb cosins.

## Evolució de l'estructura familiar

### Origen i concepció
Diverses fonts provinents de l'etnografia, la història, el dret i les estadístiques socials, miren d'establir que la família humana és una institució i no un fet biològic basat en la relació natural de la consanguinitat.
Els primers especialistes de la història de la família van aplicar la teoria de Darwin vers l'evolució biològica a la seva teoria de l'evolució dels sistemes familiars. L'antropòleg nord-americà Lewis H. Morgan va publicar el 1877 Ancient Society (L'antiga societat), en aquesta Morgan parteix de la base que el progès humà s'estableix en tres etapes principals: s'inicia des del salvatgisme i, a través de la barbàrie, culmina en la civilització. El llibre de Morgan va servir de font d'inspiració per al llibre de Friedrich Engels L'origen de la família, la propietat privada i l'Estat, publicat el 1884. Engels amplia la hipòtesi de Morgan tot incloent que els factors econòmics varen provocar la transformació de la comunitat primitiva en una societat dividida en classes. la teoria d'Engels de control dels recursos, i més tard la de Karl Marx, varen ser utilitzades per explicar la causa i l'efecte del canvi en l'estructura familiar i la funció d'aquesta. La popularitat d'aquesta teoria va ser en gran manera acceptades fins a la dècada de 1980, quan altres teories sociològiques, especialment el funcionalisme estructural, varen guanyar l'acceptació.
Segons exposa Claude Lévi-Strauss, la família té el seu origen en l'establiment d'una aliança entre dos o més grups de descendència a través de l'enllaç matrimonial entre dos dels seus membres. La família està constituïda pels parents, és a dir, aquelles persones que per qüestions de consanguinitat, afinitat, adopció o altres raons diverses, han estat acollides com a membres d'aquesta col·lectivitat.
Les famílies solen estar constituïdes per uns pocs membres que sol aparèixer en la mateixa residència. Depenent de la naturalesa de les relacions de parentiu entre els seus membres, una família pot ser catalogada com a família nuclear o família extensa. El naixement d'una família generalment passa com a resultat de la fractura d'una anterior o de la unió de membres procedents de dues o més famílies per mitjà de l'establiment d'aliances matrimonials o per un altre tipus d'acords sancionats pel costum o per la llei (com el cas de les societats de convivència a Mèxic).
La integració dels membres de la família, com en el cas dels grups de parentiu més amplis com els llinatges, es realitza a través de mecanismes de reproducció sexual o de reclutament de nous membres. Si es considerés que la família ha de reproduir biològicament, no podrien conceptualitzar-se com «famílies» aquells grups on l'ego, o la seva consort (o ambdós) estan incapacitats de reproduir-se biològicament.
En aquests casos, la funció reproductiva es trasllada als mecanismes de reclutament socialment acceptables-com l'adopció-. El reclutament de nous membres d'una família garanteix la transcendència com a referent per generar arrels de la família a Occident s'ha debilitat acord s'enforteixen les institucions especialitzades en l'educació dels nens més petits. Això ha estat motivat, entre altres coses, per la necessitat d'incorporació de tots dos progenitors en el camp laboral, el que porta en algunes ocasions a delegar aquesta funció en espais com les guarderies, el sistema d'educació preescolar i, finalment, a l'escola. No obstant això, aquest fenomen no s'observa en totes les societats; existeixen aquelles on la família continua sent el nucli formatiu per excel·lència.
D'altra banda, la mera consanguinitat no garanteix l'establiment automàtic dels llaços solidaris amb els quals se sol caracteritzar a les famílies. Si els llaços familiars fossin equivalents als llaços consanguinis, un nen adoptat mai podria establir una relació cordial amb els seus pares adoptius, ja que els seus "instints familiars" li portarien a rebutjar ia buscar la protecció dels pares biològics. Els llaços familiars, per tant, són resultat d'un procés d'interacció entre una persona i la seva família (el que vulgui que cada societat hagi definit per família: família nuclear o extensa, família monoparental o adoptiva, etc.). En aquest procés es dilueix un fenomen purament biològic: és també i, sobretot, una construcció cultural, en la mesura que cada societat defineix d'acord amb les seves necessitats i la seva visió del món el que constitueix una «família».

### Perspectiva occidental
Antropòlegs i sociòlegs han desenvolupat diferents teories sobre l'evolució de les estructures familiars i les seves funcions. Segons aquestes, en les societats més primitives existien dues o tres nuclis familiars, sovint units per vincles de parentiu, que es desplaçaven junts part de l'any però que es dispersa en les estacions amb escassetat d'aliments. La família era una unitat econòmica: els homes caçaven mentirónes del nucli familiar dels malalts que no podien treballar.
Després de la reforma protestant en el segle xvi, el caràcter religiós dels llaços familiars va ser substituït en part pel caràcter civil. La major part dels països occidentals actuals reconeixen la relació de família fonamentalment en l'àmbit del dret civil, i no és sinó fins al segle xviii que incorporen el concepte d'infància actual:
| «                                                                              | Des d'una perspectiva biològica, infància i adultesa són diferents. Tanmateix, aquestes diferències estaran socialment donades per les concepcions que existeixin respecte d'ells, pels reptes que se'ls plantegin, per les tasques que s'espera que compleixin o pels comportaments que se suposa han de tenir, entre altres aspectes. A més, aquestes concepcions tindran diferències, moltes vegades substantives, de societat en societat, en determinats moments històrics i segons sigui el grup cultural. (...) Des de "ritus de passatge" que fan explícit, a través d'un acte social, el pas d'una etapa a una altra, però, la seva caracterització i exigències tampoc no són homogènies. En la cultura occidental, la infància com a construcció cultural només sorgeix al voltant del segle xviii, consolidant-se posteriorment. | » |
| — UNESCO. Participació de les famílies en l'educació infantil llatinoamericana | |   |

Aquests canvis es produeixen en el context de la Revolució Industrial. D'una banda, les noves tecnologies fan possible el treball d'infants i joves i, per altra, els canvis en l'esperança de vida fan que els menors adquireixin un major valor en termes de protecció als adults majors. D'aquesta forma la família, que era entesa com una societat que assegurava la supervivència dels seus membres i no com un espai d'afecte, comença a prendre el concepte actual, principalment per l'acció d'educadors cristians:
| «                                                                              | ... La família entesa com a espai de cura dels nens i nenes, de preocupació pel seu benestar, i l'infant com un ser diferent de l'adult, amb característiques pròpies. Com assenyala Ochoa, a cada any a París eren alletat per les seves mares. Altres mil nadons, els nens de les famílies privilegiades, eren alletat per dides fora de París. Molts morien davant el que avui consideraríem indiferència dels pares, qui sovint ignoraven el parador dels seus fills. | » |
| — UNESCO. Participació de les famílies en l'educació infantil llatinoamericana | |   |

Per la seva banda, altres autors contemporanis sostenen que l'esquema de família predominant en les societats industrialitzades té també una base utilitària, al permetre la transmissió de capitals econòmics, simbòlics i socials. Segons aquests autors, la família que es tendeix a considerar com "natural" és un constructe d'invenció recent i que pot desaparèixer en forma més o menys ràpida. El fenomen subjacent en aquest raonament és que les paraules no només parlen de la "realitat" sinó que li atorguen significat i, per tant, el definir alguna cosa com "normal" és un procés no neutral que fomenta el que es defineix com a tal:
| «                                                 | El que distingeix a les nostres societats industrialitzades de les societats exòtiques [és] el fet que els nostres grups socials es recluten menys sobre la base del parentiu que sobre les classes d'edat, la classe social, l'afinitat amical, el lloc de treball, el exercici del lleure, etcètera ", apunta ara la etnòleg francesa, Martine Segalen. (...) Segalen afirma que el grup domèstic antic, del qual no existeix un únic tipus sinó diversos," és tan inestable com la cèl·lula conjugal contemporània ". I que, en aquest sentit, "la nostra societat no ha inventat ni la mobilitat geogràfica ni la inestabilitat dels matrimonis sotmesos". (...) Per aquesta autora, l'estructura familiar predominant en les societats industrials és una figura "efímera" i "transitòria" entre els models clàssics i els que estan apareixent actualment. | » |
| — Revista Teïna: Darrere de la paraula "família". | |   |

Una hipòtesi semblant havia estat realitzada per Engels, qui va sostenir que el que la societat anomena "civilització" és un procés centrat en l'organització de les famílies, la qual va evolucionar des dels primitius gens fins a la forma moderna com a manera d'acumular riqueses, però no per part de la societat sinó en forma individual. En el seu concepte, el fenomen obeeix a la lluita de classes, genera injustícies i és insostenible:
| « | La dissolució de la societat es presenta amenaçadora davant nostre, com el terme d'una carrera històrica l'única meta és la riquesa, perquè semblant cursa tanca els elements de la seva pròpia ruïna. La democràcia a l'administració, la fraternitat en la societat, la igualtat de drets i la instrucció general, inauguraran la propera etapa inicial de la societat, per la qual laboren constantment l'experiència, la raó i la ciència. "Serà un renaixement de la llibertat, la igualtat i la fraternitat de les antigues gens, però sota una forma inicial". | » |

## Perspectiva actual
A la societat contemporània, en general, existeixen diferent punts de vista sobre el que representa la família; n'hi ha que la consideren com un refugi del món, el subministrament d'una plenitud absoluta. La família es considera com una estructura grupal que fomenta "la intimitat, l'amor i la confiança que les persones puguin escapar de la competència de deshumanitzar les forces en la societat moderna." Durant la industrialització, "la família, com un dipòsit de calor i la tendresa (encarnada per la mare) està en oposició al món competitiu i agressiu de comerç (encarnada pel pare). La tasca de la família era protegir els seus individus contra les possibles agressions del món exterior." No obstant això, Zinn i Eizen afirmen que, "la imatge de protector de la família ha disminuït en els darrers anys com els ideals de compliment de la família han pres forma. Avui dia, la família és més que una unitat de protecció; subministra el que és una necessitat vital però presenta deficiències en altres aspectes socials". Zinn i Eitzen també creuen que les estructures familiars del passat van ser superiors als d'avui i les famílies eren més estables i més feliç en un moment en què no havien de lidiar amb problemes com els fills il·legítims i el divorci. Responen a això, dient, "no hi ha una edat d'or de la família brillant en nosaltres en el passat cap enrere històric". "La deserció dels cònjuges, fills il·legítims, i altres condicions que es consideren les característiques dels temps moderns hi havia a el passat també. " No obstant això, altres argumenten que si podem o no veure la família com" la disminució "depèn de la nostra definició de" família ". Les altes taxes de divorci i els naixements fora del matrimoni indiquen una disminució en la institució de la família. Ja no són els matrimonis arreglats per obtenir beneficis polítics o econòmics, i els nens no s'espera que contribueixin a l'ingrés familiar. En canvi, les persones escullen a les parelles basades en l'amor. Aquest paper cada vegada més gran de l'amor indica un canvi social cap a la satisfacció emocional i afavorint les relacions dins d'una família, i aquest canvi necessàriament debilita la institució de la família.

## La classificació de l'INE
L'Institut Nacional d'Estadística ha classificat les famílies en diversos tipus. En primer lloc es té en compte quantes persones viuen al nucli familiar o habitatge bàsic i després les edats d'aquestes. Així, s'estableixen les següents tipologies bàsiques:
- llars amb persones grans soles (més de 64 anys)
- un adult amb un menor
- dos adults sense menors
- dos adults i un menor
- dos adults i dos menors
- dos adults i tres menors o més (família nombrosa)
- dos adults, un jove i menors
- dos adults, joves
- tres adults
- altres

Els menors es consideren les persones que no poden treballar legalment a Espanya, per tant menys de setze anys, tot i que la majoria d'edat a aquest país està fixada en 18 anys. Per jove s'entén la persona entre 16 i 34 anys no emancipada (si viu sola es considera adulta).

## Família i Estat
Al llarg de la història de la filosofia s'ha postulat en diverses ocasions la idea que la família és un estat en petit o que el model d'organització de la família hauria d'extrapolar-se al de tota la comunitat. Confuci pensava que el líder d'un país havia d'actuar com un pare de família: autoritat a qui tots devien obediència però persona que mira pel bé comú i s'anticipa a les decisions dels que d'ell depenen quan per desconeixement no poden decidir de forma autònoma. Louis de Bonald va ser el primer que va afirmar que l'ordre social es basa en la família, idea en què es basen els detractors del divorci i canvis en l'estructural tradicional d'aquesta.
Modernament l'Estat s'ha hagut d'ocupar de la família, a vegades amb un ministeri específic, que promou les ajudes per tenir fills, garantir la prosperitat del nucli familiar bàsic i en determinades ocasions, també pot fomentar una ideologia familiar determinada.

## Dret de família
El dret de família és el conjunt de normes i institucions jurídiques que regulen les relacions personals i patrimonials dels membres que integren la família, entre si i respecte de tercers. Aquestes relacions s'originen a partir del matrimoni i del parentiu. Tradicionalment s'ha considerat que el Dret de Família és una branca del Dret civil, però, ja que aquest últim s'estructura sobre la base de la persona individual i que habitualment s'ha estimat que les relacions de família no poden quedar regides només per criteris d'interès individual i l'autonomia de la voluntat, en l'actualitat gran part de la doctrina considera que és una branca autònoma del dret, amb principis propis. Però, per considerar-autònoma, cal que es donin tres supòsits, la independència doctrinal, la independència legislativa i la independència judicial.
Les dues institucions fonamentals del dret de família són el matrimoni i la filiació. A més, els cossos normatius dedicats al dret de família es preocupen de la situació de les persones subjectes a l'autoritat d'altri. El següent és un esquema del contingut més típic del dret de família:
- El matrimoni i els seus efectes: esposalles, règims patrimonials, nul·litat matrimonial, separació matrimonial, divorci
- La filiació i adopció i els seus efectes: pàtria potestat, autoritat parental
- La guarda i custòdia: tutela, curatela
- L'estat civil
- El dret d'aliments